# هايك هيدلاند
هايك هيدلاند (بالسويدية: Heike Hedlund)‏ هو متزلج سريع سويدي، ولد في 15 مارس 1942 في Lit ‏ في السويد.

## وصلات خارجية
- هايك هيدلاند على موقع SpeedSkatingBase.eu (الإنجليزية)
- هايك هيدلاند على موقع SpeedSkatingStats.com (الإنجليزية)
- هايك هيدلاند على موقع اللجنة الأولمبية الدولية (الإنجليزية)
- هايك هيدلاند على موقع أوليمبيديا (الإنجليزية)
- هايك هيدلاند على موقع اللجنة الأولمبية السويدية (السويدية)